# Inna Deriglázova
Inna Vasílievna Deriglázova –en ruso, Инна Васильевна Дериглазова– (Kurchátov, 10 de marzo de 1990) es una deportista rusa que compite en esgrima, especialista en la modalidad de florete.
Participó en tres Juegos Olímpicos de Verano, obteniendo en total cuatro medallas: oro en Río de Janeiro 2016, en la prueba individual, plata en Londres 2012, por equipos (junto con Kamila Gafurzianova, Aida Shanayeva y Larisa Korobeinikova), y oro y plata en Tokio 2020, en las pruebas por equipos (con Larisa Korobeinikova, Marta Martianova y Adelina Zaguidulina) e individual.
Ganó 11 medallas en el Campeonato Mundial de Esgrima entre los años 2011 y 2019, y 14 medallas en el Campeonato Europeo de Esgrima entre los años 2010 y 2019.

## Palmarés internacional
| Juegos Olímpicos   | Juegos Olímpicos        | Juegos Olímpicos  | Juegos Olímpicos    |
| Año                | Lugar                   | Medalla           | Prueba              |
| ------------------ | ----------------------- | ----------------- | ------------------- |
| 2012               | Londres (Reino Unido)   | Medalla de plata  | Florete por equipos |
| 2016               | Río de Janeiro (Brasil) | Medalla de oro    | Florete individual  |
| 2020               | Tokio (Japón)           | Medalla de oro    | Florete por equipos |
| 2020               | Tokio (Japón)           | Medalla de plata  | Florete individual  |
| Campeonato Mundial |                         |                   |                     |
| Año                | Lugar                   | Medalla           | Prueba              |
| 2011               | Catania (Italia)        | Medalla de oro    | Florete por equipos |
| 2013               | Budapest (Hungría)      | Medalla de bronce | Florete individual  |
| 2013               | Budapest (Hungría)      | Medalla de bronce | Florete por equipos |
| 2014               | Kazán (Rusia)           | Medalla de plata  | Florete por equipos |
| 2015               | Moscú (Rusia)           | Medalla de oro    | Florete individual  |
| 2015               | Moscú (Rusia)           | Medalla de plata  | Florete por equipos |
| 2016               | Río de Janeiro (Brasil) | Medalla de oro    | Florete por equipos |
| 2017               | Leipzig (Alemania)      | Medalla de oro    | Florete individual  |
| 2017               | Leipzig (Alemania)      | Medalla de bronce | Florete por equipos |
| 2019               | Budapest (Hungría)      | Medalla de oro    | Florete individual  |
| 2019               | Budapest (Hungría)      | Medalla de oro    | Florete por equipos |
| Campeonato Europeo |                         |                   |                     |
| Año                | Lugar                   | Medalla           | Prueba              |
| 2010               | Leipzig (Alemania)      | Medalla de bronce | Florete individual  |
| 2010               | Leipzig (Alemania)      | Medalla de bronce | Florete por equipos |
| 2011               | Sheffield (Reino Unido) | Medalla de plata  | Florete por equipos |
| 2012               | Legnano (Italia)        | Medalla de oro    | Florete individual  |
| 2012               | Legnano (Italia)        | Medalla de bronce | Florete por equipos |
| 2014               | Estrasburgo (Francia)   | Medalla de plata  | Florete por equipos |
| 2015               | Montreux (Suiza)        | Medalla de plata  | Florete por equipos |
| 2016               | Toruń (Polonia)         | Medalla de oro    | Florete por equipos |
| 2017               | Tiflis (Georgia)        | Medalla de plata  | Florete individual  |
| 2017               | Tiflis (Georgia)        | Medalla de plata  | Florete por equipos |
| 2018               | Novi Sad (Serbia)       | Medalla de oro    | Florete individual  |
| 2018               | Novi Sad (Serbia)       | Medalla de plata  | Florete por equipos |
| 2019               | Düsseldorf (Alemania)   | Medalla de oro    | Florete por equipos |
| 2019               | Düsseldorf (Alemania)   | Medalla de plata  | Florete individual  |